# Taheva (gemeente)
Taheva (Estisch: Taheva vald) is een voormalige gemeente in de Estlandse provincie Valgamaa. De gemeente telde 710 inwoners op 1 januari 2017 en had een oppervlakte van 204,8 km².
De gemeente grensde in het westen en zuiden aan Letland en telde 13 dorpen. De hoofdplaats was Laanemetsa.
In oktober 2017 werd Taheva bij de gemeente Valga gevoegd.

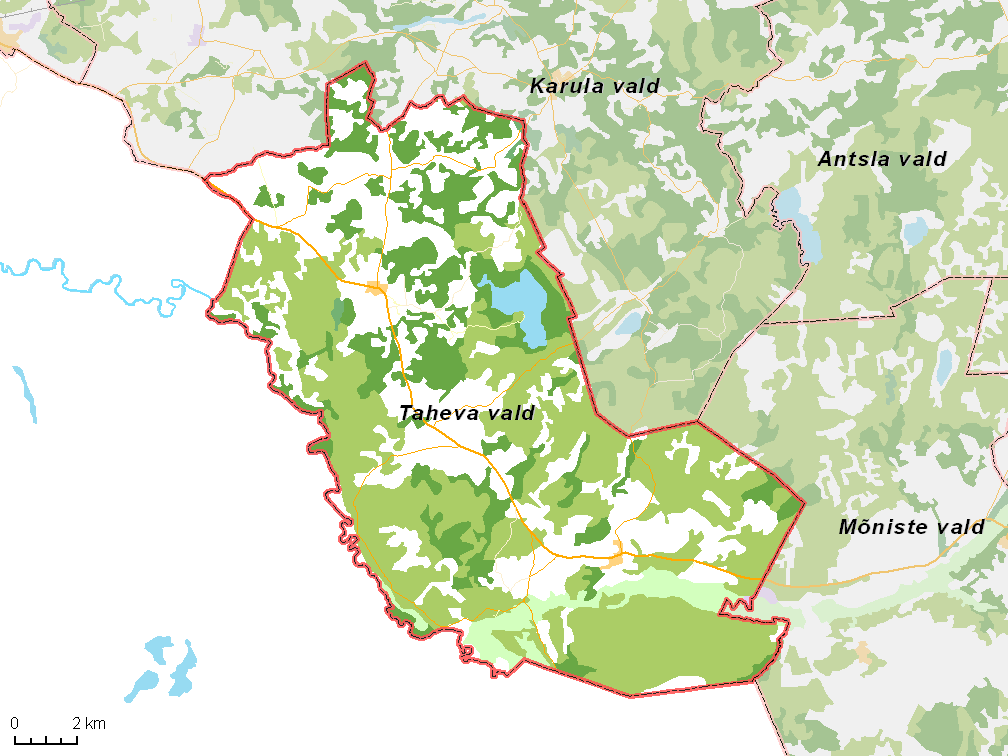
De gemeente met omliggende gemeenten, situatie begin 2017